# Iphiona senecionoides
Iphiona senecionoides là một loài thực vật có hoa trong họ Cúc. Loài này được (Baker) Anderb. mô tả khoa học đầu tiên năm 1985.